# Universitat de Sevilla
La Universitat de Sevilla és un centre d'educació superior situat a la capital d'Andalusia. Fundada el 1498, la seu central actual es troba a l'antiga Fàbrica Reial de Tabacs, un edifici del segle xviii. El centre compta amb deu campus o seus repartits per Sevilla, més altres institucions adscrites. Entre els seus ex-alumnes més destacats figuren Felipe González i Baltasar Garzón

## Professors destacats
- Joan Bartual Moret.